# Kalmah
Kalmah — финская англоязычная метал-группа. «Kalmah» в переводе с карельского значит «до смерти». Kalmah специализируется на быстром и неоклассическом направлении метала.

## История
История группы началась в 1991 году, когда поющий гитарист Пекка Кокко и барабанщик Петри Санкала организовали проект Ancestor. Вскоре состав команды пополнили младший брат Пекка, Антти (гитара) и Антти-Матти Талала (клавишные). За первые шесть лет своего существования группа занималась накоплением собственного материала и произвела за этот период пять демо, самым известным из которых стало «Under the Burbot’s Nest». Все творения Ancestor были выполнены в стиле олд-скул-дэт метал и возможно поэтому не пользовались особой популярностью. Положение изменилось в 1998 году, когда музыканты решили пойти по пути In Flames и разбавили чистый брутал мелодиями.
В 1999 году после распада её первого воплощения — группы Ancestor и в ознаменование перемен, сменилась и вывеска проекта, который теперь стал называться Kalmah. Примерно в это же время в коллективе появился клавишник Паси Хилтула. Обновленный состав, вооруженный свежими идеями, в 1999 году записал демо «Svieri Obraza», которое моментально привлекло внимание представителей Spinefarm Records и менее чем через год после создания группы был подписан договор со Spikefarm Records — подразделением финского лейбла Spinefarm Records. После того как музыканты поставили на контракте свои подписи, коллектив отправился в прославленную студию Tico-Tico готовить дебютный альбом. К этому времени команда наконец-то обрела официального басиста в лице Алтти Ветеляйнена (до этого Kalmah довольствовались сессионными музыкантами). «Swamplord», вышедший зимой 2000 года, был положительно воспринят критиками.
На концертных выступлениях за пределами Финляндии Антти заменяют гитаристы группы Kiuas Микко Саловаара и Гарри Хитёнен из группы Hammerhed. 

## Состав
| - Антти Кокко — гитара, бэк-вокал (1998–наши дни) (экс-Eternal Tears Of Sorrow) - Пекка Кокко — гитара, вокал (1998–наши дни) - Тимо Лехтинен (Lede) — бас-гитара, бэк-вокал (2001–наши дни)(экс-Catamenia) - Янне Кусмин (Kuisma) — ударные (2001–наши дни)(экс-Catamenia) - Вели-Матти Кананен — клавишные (так же играет в One Morning Left) - Микко Саловаара — гитара, заменяет Антти во время выступлений за пределами Финляндии - Гарри Хитёнен — гитара, так же заменяет Антти в турах | - Алтти Ветеляйнен — бас-гитара (1998–2001) (сейчас в Eternal Tears of Sorrow) - Петри Санкала — ударные (1998–2001)(раньше в Eternal Tears of Sorrow) - Антти-Матти Талала — клавишные (1999) (раньше в Eternal Tears of Sorrow) - Паси Хильтула — клавишные (1999–2004) (раньше в Eternal Tears of Sorrow) - Марко Снек — клавишные (2004–2011) (Покинул группу после успешного тура по Канаде, в сентябре 2011) |

## Дискография
| - Swamplord (2000) - They Will Return (2002) - Swampsong (2003) - The Black Waltz (2006) - For The Revolution (2008) - 12 Gauge (2010) - Seventh Swamphony (2013) - Palo (2018) - Kalmah (2023) | Ancestor - Ethereal Devotion (1992) - Material World God (1993) - With No Strings Attached (1995) - Tomorrow (1997) - Under the Burbot's Nest (1998) Kalmah - Svieri Obraza (1999) − promo - Demo 2004 (2004) | - Withering Away (2000) - The Groan of Wind (2006) - 12 Gauge studio diary in seven parts (2009) - 12 Gauge (2010) (music video) - Seventh Swamphony (2013) - Take Me Away (2018) (official music video) |